# 우리민족연방제통일추진회의
우리민족연방제통일추진회의(우리民族聯邦制統一推進會議, 약칭 연방통추)는 2000년 6·15 남북공동선언 이후 조국통일범민족연합(범민련) 남측본부가 북한의 연방제 통일방안에 대해 소극적으로 대처하자 초대 의장인 고 강희남 씨 등이 범민련을 탈퇴해 2004년 6월 결성한 단체다.

## 활동
- 2005년 맥아더 동상 철거운동을 주도했다.

## 기타
- 법원에서 이적단체로 판결받았다.[1]